# 王廷梅
王廷梅（1486年—？年），字稚和，湖广黄州府黄岡縣人，軍籍。明朝政治人物。

## 生平
治《礼记》，行四，由國子生中式癸酉科（1513年）湖廣鄉試第十六名舉人，年三十八歲中式嘉靖二年（1523年）癸未科會試第二百二十三名，第二甲第一百六名進士。历任户部郎中，官至成都府、太平府知府。

## 家族
曾祖王思旻，泰州同知。祖父王文凯，封知县。父王麟，字體仁，己未进士、封丘县知县。母胡氏，封孺人，贈恭人。慈侍下。從兄廷録，贡士；兄廷楫；從弟廷詔；廷儒，贡士；王廷陳，前知州；弟廷槐；廷梧；廷柟。